# Бертильссон, Пер
Пер Даниэль Бертильссон (швед. Per Daniel Bertilsson; 4 декабря 1892, Хюльте, Йёнчёпинг — 18 сентября 1972, Гётеборг) — шведский гимнаст, чемпион летних Олимпийских игр 1912 года в командном первенстве по шведской системе.